# Секулум
Секулум (от лат. saeculum) — промежуток времени, примерно равный потенциальной продолжительности жизни человека или, что эквивалентно, полному обновлению человеческой популяции.
Термин был впервые использован этрусками. Первоначально он означал промежуток времени от момента, когда что-то произошло (например, закладка города), до второго момента, когда все жившие на первый момент люди умерли. В этот второй момент начинался новый секулум. Согласно легенде, боги выделили определённое количество секулумов для каждого народа или цивилизации, самим этрускам было якобы дано десять секулумов.
Ко II веку до н. э. римские историки использовали систему секулумов для периодизации своих хроник и отслеживания войн. Во времена правления императора Октавиана Августа римлянами было принято считать, что секулум соответствует 110 годам. В 17 году до н. э. император Август возродил так называемые «Терентинские игры», чтобы отпраздновать «пятый секулум Рима». Последующие императоры — Клавдий и Септимий Север — продолжили традицию с играми, но с нерегулярными интервалами. В 248 году, во время правления Филиппа I Араба, традиционными играми отмечалось тысячелетие основания Рима. Новый миллениум получил название «секулум новум» (лат. saeculum novum) — термин, приобретший метафизическую коннотацию в христианстве, относящуюся к мирскому веку (отсюда «секулярный» — «светский»).
Секулум обычно не используется как фиксированный промежуток времени, а в обиходном применении он составляет около 90 лет и может быть разделён на четыре периода приблизительно по 22 года каждый — молодость, взросление, зрелость и старость.
Слово эволюционировало в романских языках (а также в шведском, норвежском и некоторых других) и стало означать «век»:
| Албанский     | shekull |
| Астурийский   | sieglu  |
| Арагонский    | sieglo  |
| Каталанский   | segle   |
| Французский   | siècle  |
| Галисийский   | século  |
| Итальянский   | secolo  |
| Норвежский    | sekel   |
| Окситанский   | sègle   |
| Португальский | século  |
| Испанский     | siglo   |
| Шведский      | sekel   |
| Румынский     | secol   |